# Laura Ilie
Laura Georgeta Ilie (Laura Coman în timpul căsătoriei; n. 30 aprilie 1993, București, România) este o sportivă română, campioană mondială universitară, campioană europeană, multiplă câștigătoare de Cupă Mondială la tir sportiv la proba de 10 m pușcă aer comprimat. Până în 2025 a cucerit 4 titluri europene.

## Viața
Ilie s-a născut la București. A studiat la Colegiul Economic Virgil Madgearu și este absolventă a Facultății de Finanțe, Asigurări, Bănci și Burse de Valori, din cadrul ASE. Practică tirul din 2010, iar din 2012 ia parte la competiții. Este legitimată la Clubul Sportiv Dinamo București, fiind antrenată de Olimpiu Marin. Este campioană europeană, după obținerea medaliei de aur în martie 2019, la Osijek, Croația. A fost primul titlu câștigat de un sportiv român în anul 2019. 
La data de 18 februarie 2020, Laura ocupa locul 4 în ierarhia mondială a probei de pușcă aer comprimat 10 metri, fiind sportiva europeană clasată cel mai sus în acest clasament.
A fost declarată sportiva anului 2019, în cadrul galei CS Dinamo București, în urma rezultatelor obținute la Jocurile Europene - medalia de aur, Cupa Mondială - medalia de bronz și calificarea la Jocurile Olimpice 2020.
La Jocurile Olimpice de la Tokio s-a clasat pe locul 9.

## Performanțe sportive
- multiplă campioană națională și recordmenă națională
- multiplă recordmenă europeană în proba de Pușcă Aer Comprimat 10 m (deținătoarea acestor recorduri și în prezent)
- campioană Europeană în anul 2019 Pușcă Aer Comprimat 10 m (proba individuala) și Campioană Europeană în anul 2018 cu echipa. De asemenea, locul 3 în anul 2019 cu echipa la C.E.
- locul 1 la Jocurile Europene Minsk 2019 Proba Pușcă Aer Comprimat
- locul 3 la Finala Cupei Mondiale 2019 Proba Pușcă Aer Comprimat
- locul 1 la Cupa Mondiala din München, Germania
- locul 1 la Cupa Mondiala din Guadalajara, Mexic